# Buprofezin
Buprofezin ist eine chemische Verbindung aus der Gruppe der Thiadiazinane. Es wirkt als Insektizid, Akarizid und Nematizid.

## Gewinnung und Darstellung
Buprofezin kann durch Cyclokondensation von N-Phenyl-N′-tert-butylthioharnstoff mit N-Methylenchlorid-N-carbonylchlorid-2-propylamin gewonnen werden.

## Eigenschaften
Buprofezin ist ein farbloser Feststoff mit stechendem, schwefligem Geruch. Er ist stabil gegenüber Hydrolyse (bei einem pH-Wert zwischen 7 und 9) und Photolyse. Der Name „Buprofezin“ wurde ursprünglich für eine Mischung aus (E)- und (Z)-Isomeren verwendet, aber im Jahr 2008 stellte der Sponsor fest, dass der Stoff nur das (Z)-Isomer enthält und beantragte die Änderung der Definition.

## Verwendung und Wirkungsweise
Buprofezin wurde 1981 durch Nihon Nōyaku entwickelt und 1984 als Insektizid für den japanischen Reisanbau gegen die Spornzikade Nilaparvata lugens auf den Markt gebracht. Später wurde zusätzlich die Wirksamkeit als Nematizid gegen die Wurzelgallennematode Meloidogyne incognita entdeckt. Buprofezin kommt heute im Anbau von Zitrusfrüchten, Baumobst, Gurken, Tomaten und Süßkartoffeln zum Einsatz. Zielorganismen sind beispielsweise Woll- und Schildläuse, Zikaden und Weiße Fliege. Buprofezin ist ein Wachstumshemmer in Insekten. Die Wirkung beruht auf der Hemmung der Chitin-Biosynthese, wodurch die Häutung der Insekten beeinträchtigt wird. Auf die Lebensfähigkeit der Eier hat der Wirkstoff wenig Einfluss.

## Zulassung
In Deutschland war Buprofezin zwischen 1996 und 2009 zugelassen.
In der Europäischen Union wurde Buprofezin im Jahr 2011 zugelassen. Heute sind in Deutschland, Österreich und der Schweiz Pflanzenschutzmittel (z. B. Applaud) mit diesem Wirkstoff zugelassen.

## Sicherheitshinweise
Laut der Risikoanalyse der Europäischen Behörde für Lebensmittelsicherheit (EFSA) ist Buprofezin für Säugetiere moderat toxisch. Die EFSA hat eine erlaubte Tagesdosis von 0,01 mg/kg Körpergewicht und eine akute Referenzdosis von 0,1 mg/kg Körpergewicht festgelegt.